# Antonio Valladares Trujillo
Antonio Valladares Trujillo fue un militar mexicano que participó en la Revolución mexicana. 

## Biografía
Nació en Chinicuila, Michoacán. Siempre se dedicó a ser comerciante, sin embargo, se adhirió a la revolución maderista levantándose con 300 insurrectos en su poblado natal. Francisco I. Madero le otorgó el grado de general, mismo que llevó durante toda su campaña en la zona limítrofe entre Colima y Michoacán.